# Komplet rapport
Komplet rapport (på engelsk whole report) dækker, ifølge det klassiske eksperiment udført af George Sperling i 1960, over, at forsøgspersoner skal rapportere alle præsenterede enheder, og er således en metode, der kan bruges i forsøgssituationer. Delvis rapport, derimod, omhandler kun rapportering af nogle af disse enheder.

## Den visuelle sensoriske hukommelse
George Sperling er en kognitionspsykolog, der er bedst kendt for netop dette klassiske forsøg fra 1960, der omhandlede kapaciteten af den visuelle sensoriske hukommelse. Han anvendte et takistoskop til at præsentere tre rækker af fire bogstaver for sine forsøgspersoner. I den såkaldte komplet rapport version af forsøget, var forsøgspersonernes opgave at genkalde så mange, de kunne af de 12 bogstaver. Forsøgspersonerne gennemgik først 12 runder, hvor bogstaverne blev præsenteret i 50 millisekunder. Han fandt her, at forsøgspersonerne kun huskede fire til fem af bogstaverne. For at undersøge om dette resultat skyldtes den korte præsentationstid, foretog han yderligere fire gange 10 runder med de samme forsøgspersoner, hvor præsentationerne varede hhv. 15, 50, 150 og 500 millisekunder. Igen huskede forsøgspersonerne gennemsnitligt 4 til 5 bogstaver. Disse resultater kunne umiddelbart indikere, at forsøgspersonerne kun registrerede 4 til 5 bogstaver. Sperling undersøgte dog dette i et forsøg om delvis rapport, der yderligere beskriver kapaciteten og begrænsningerne af den visuelle sensoriske hukommelse.

## Den ekkoiske sensoriske hukommelse
Der er ligeledes foretaget undersøgelser af den ekkoiske (høresansens) sensoriske hukommelse. I 1965 foretog Moray m.fl. et forsøg med dikotisk lytning, der matchede Sperlings forsøg. Her skulle forsøgspersonerne lytte til bogstaver, der kom fra fire forskellige kanaler. I den del af forsøget, der indebærer komplet rapport, skulle de gengive så mange bogstaver de kunne. Forsøget blev også foretaget med tre, to og en kanal(er), og resultaterne viste, at forsøgspersoner kunne genkalde væsentligt mindre, når der blev benyttet mere end to kanaler. Ved de fire kanaler blev der afspillet to bogstaver for hver kanal, hvor der ved de to kanaler blev afspillet fire ord per kanal.